# Leslie Morris
Leslie Tom Morris, né le 10 octobre 1904 dans le comté du Somerset en Angleterre et mort 13 novembre 1964 à Toronto, est un homme politique canadien d'origine galloise, journaliste et membre de longue date du Parti communiste du Canada et de son groupe paravent, le Parti ouvrier progressiste. Il est le chef du Parti ouvrier progressiste de l’Ontario dans les années 1940 et secrétaire général du Parti communiste du Canada de 1962 jusqu'à sa mort en 1964. 

## Biographie
Morris nait dans le comté du Somerset, en Angleterre, au sein d'une famille galloise de la classe ouvrière. Lui et sa famille immigrent au Canada en 1910. Morris retournera au Royaume-Uni en 1917 et vivra au Pays de Galles et en Angleterre tout en travaillant dans les industries de l'acier, des mines de charbon et des chemins de fer. Il revient au Canada à temps pour se joindre au Parti communiste du Canada à l'occasion de son congrès de fondation, qui se tiendra en décembre 1921 à Guelph, en Ontario. 
Il devient une figure de proue du parti en tant que secrétaire général de la Ligue de la jeunesse communiste du Canada et rédacteur en chef de son journal The Young Worker de 1923 à 1924, puis en tant que rédacteur en chef au fil des ans de divers journaux communistes, dont le The Worker, le Daily Clarion, le Daily Tribune et le Canadian Tribune. 
Morris soutient Tim Buck et les sympathisants de Joseph Staline au sein du Parti, pendant les luttes de factions et les purges à la fin des années 1920 et au début des années 1930. 
Il se porte candidat à la Chambre des communes du Canada à plusieurs reprises, mais ne sera jamais élu : 
- Lors des élections de 1940, il se présente comme candidat communiste dans Winnipeg-Nord et arrive en troisième position avec 17 % du suffrage (5 315 votes), soit un nombre plus élevé que celui séparant le vainqueur conservateur du député sortant battu de la Fédération du Commonwealth coopératif, Abraham Albert Heaps.
- Lors d'une élection partielle en 1954, Morris est le candidat ouvrier progressiste dans la circonscription de York-Ouest, dans la région de Toronto et arrive en quatrième (et dernière) position, obtenant seulement 282 votes.
- Aux élections de 1958, il se présente dans York-Sud, se positionnant quatrième sur cinq candidats, obtenant 427 votes.
- Aux élections de 1962, il se présente pour le Parti communiste dans la circonscription torontoise de Trinity, obtenant 449 votes.
- Il se reprend à nouveau aux élections de 1963 dans la même circonscription, et remporte 391 votes.

Morris fait également campagne sans succès pour un poste provincial. Lors des élections provinciales du Manitoba en 1932, il se présente dans la ville de Winnipeg en tant que candidat du « Front uni des travailleurs » (le Parti communiste étant alors sous interdiction légale). À l’époque, la circonscription provinciale de Winnipeg avait élu dix membres selon le mode de scrutin à vote unique transférable. Morris termine huitième au premier comptage et obtient 309 votes, après avoir remporté le dixième siège au décompte final. S’il avait gagné, il aurait été le premier communiste élu à l’assemblée législative d’une province au Canada. En revanche, James Litterick sera élu en 1936, après avoir rectifié le tir. 
Morris est un orateur politique populaire pour le Parti, ayant fait le tour du pays en s’adressant à des groupes de gauche et aux travailleurs. De 1954 à 1957, il est l’organisateur national du Parti ouvrier progressiste (désignation par laquelle le Parti communiste est connu à partir de 1943) et, en 1962, il succède à Tim Buck au poste de secrétaire général du Parti communiste du Canada (le Parti ayant repris son nom), et occupera ce poste jusqu'à sa mort, deux ans plus tard.